# Kensuke Kita
Kensuke Kita (kanji: 喜多 建介; Yokohama, 24 gennaio 1977) è un chitarrista giapponese.
È il chitarrista principale e seconda voce del gruppo j-rock Asian Kung-Fu Generation. Kensuke ha incontrato i compagni di band Masafumi Gotō e Takahiro Yamada in un club musicale della Kanto Gakuin University. I tre formarono gli Asian Kung-Fu Generation nel 1996, con il batterista Kiyoshi Ijichi che si unì poco dopo. Mentre originariamente si limitava alla seconda voce, Kensuke ha avuto l'opportunita di cantare come leader la canzone "Uso to Wonderland", il B-side del primo singolo di successo della band, "World Apart". Egli è laureato in Economia e le sue band preferite sono Radiohead, Manic Street Preachers, XTC e Supergrass.